# جان هنری لیک
جان هنری لیک (انگلیسی: John Henry Lake; ۲۷ ژوئیه ۱۸۷۷ - نامشخص) دوچرخه‌سوار اهل ایالات متحده آمریکا بود.